# Grå läge
Grå läge, även Gråläge, är en bebyggelse i Helsingborgs kommun, belägen vid kusten i Allerums socken norr om Domsten och nära gränsen till Höganäs kommun. Grå läge blev vid SCBs ortsavgränsning 2000 till 2010 klassat som en småort.

## Historia
Samhället har en historia som ett gammalt fiskeläge som blomstrade upp under 1600-talet. Mellan 1710 och 1713 drabbades Sverige av en pestepidemi, som 1711 utplånade nästan hela fiskelägets befolkning, och enligt uppgift brändes hela orten efter detta ner. Efter ett tag återuppstod dock orten på samma läge men på 1800-talet minskade fisket och orten stagnerade. På 1930-talet uppfördes ett antal sommarhus. En del av dessa ombonades senare till åretruntbostäder, medan andra revs för att ge plats åt nya hus. 

## Samhället
Orten består numera av uteslutande villabebyggelse och omfattar ett 20-tal hushåll.